# Xã Lebanon, Michigan
Xã Lebanon (tiếng Anh: Lebanon Township) là một xã thuộc quận Clinton, tiểu bang Michigan, Hoa Kỳ. Năm 2010, dân số của xã này là 605 người.